# Narteci
El narteci (Narthecium ossifragum) és una herba pertanyent a la família de les liliàcies.

## Descripció
És un geòfit rizomatós d'uns 10-20 cm d'altura, amb roseta de fulles basals dístiques, linears, planes i agudes, de color verd blanquinós. Les tiges presenten fulles més reduïdes i acaben en una inflorescència racemosa més o menys densa. Les flors són hermafrodites i trímeres, amb un periant de color verd per sota i groc per sobre. Els filaments estaminals estan recoberts per uns pèls llanosos molt conspicus. El fruit és una càpsula ataronjada d'uns 12 mm. La seua època de floració va des de juliol fins a agost, podent estendre's fins a setembre. Presenta una pol·linització entomògama i una dispersió baròcora de les seues llavors.

## Hàbitat
Creix sobre sòls molt àcids (pH 4,5-3) i entollats com els aiguamolls i torberes a Europa central. També es pot trobar a molleres, praderies molles, aiguamolls de muntanya i a les vores de rierols. No suporta les gelades primerenques ni les temperatures extremes. Aquests hàbitats estan molt localitzades a la zona Eurosiberiana i són relíquies a la zona mediterrània.
Se sol trobar formant part d'una associació vegetal acidòfila i higròfiles; Parnassia palustris, Drosera rotundifolia, Erica tetralix, Carex nigra, Carex echinata, Tofieldia calyculata, Swertia perennis, Veratrum album, Bartsia alpina i Saxifraga stellaris.
L'assecament de molts dels seus biòtops va convertir-la en una espècie rara, amenaçada i protegida a diversos països d'Europa central.

## Distribució
Espècie de distribució atlàntica, present a la part septentrional i oriental d'Europa, arribant al seu límit sud al nord de Portugal. Als Països Catalans es poden trobar-hi sempre per damunt de 1500-2200 metres d'altitud, aquestes condicions es donen principalment als Pirineus (Girona i Lleida).

## Galeria

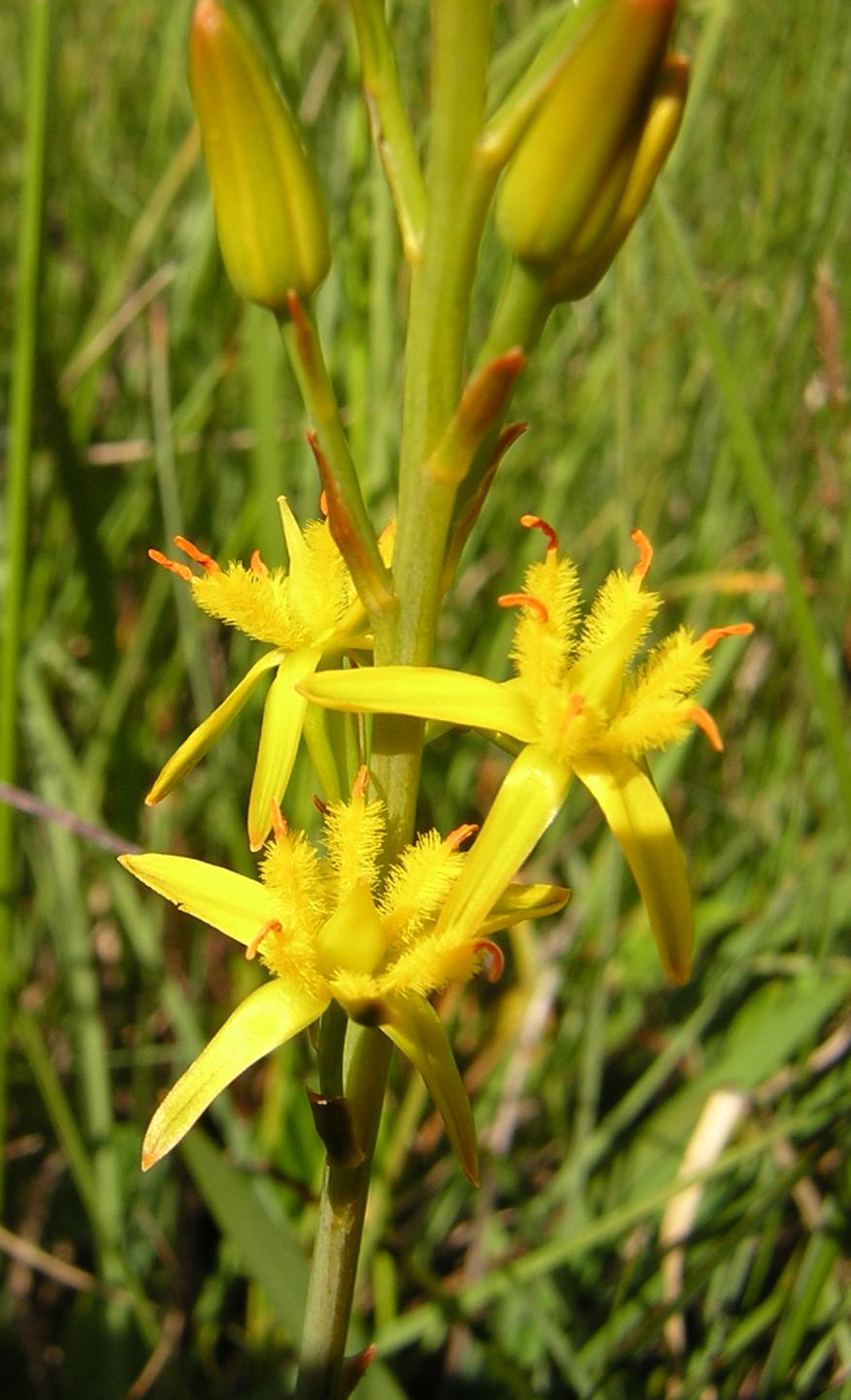
Detall de la flor.
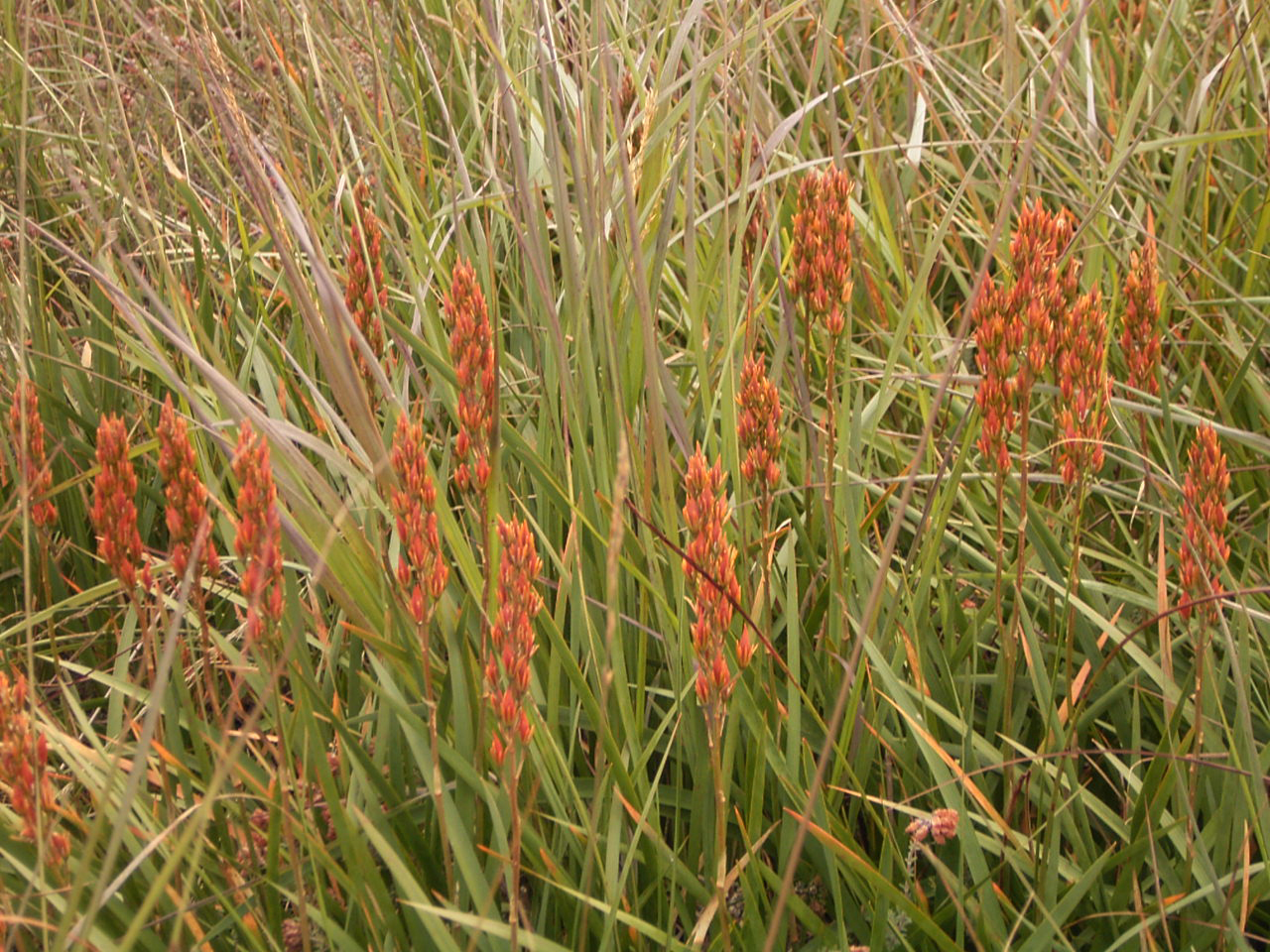
Detall de les tiges fructificades(càpsules).
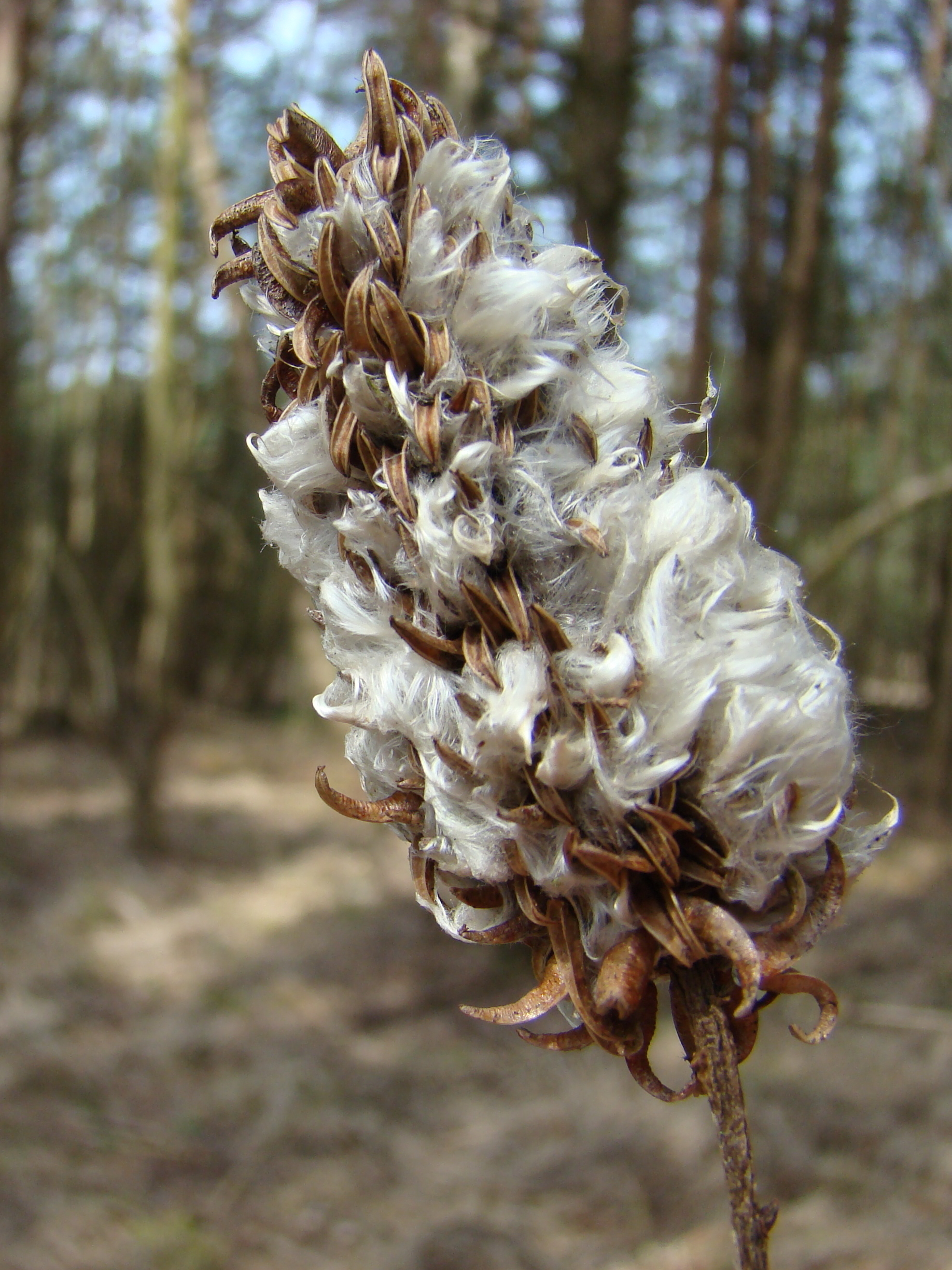
Detall de les càpsules obertes
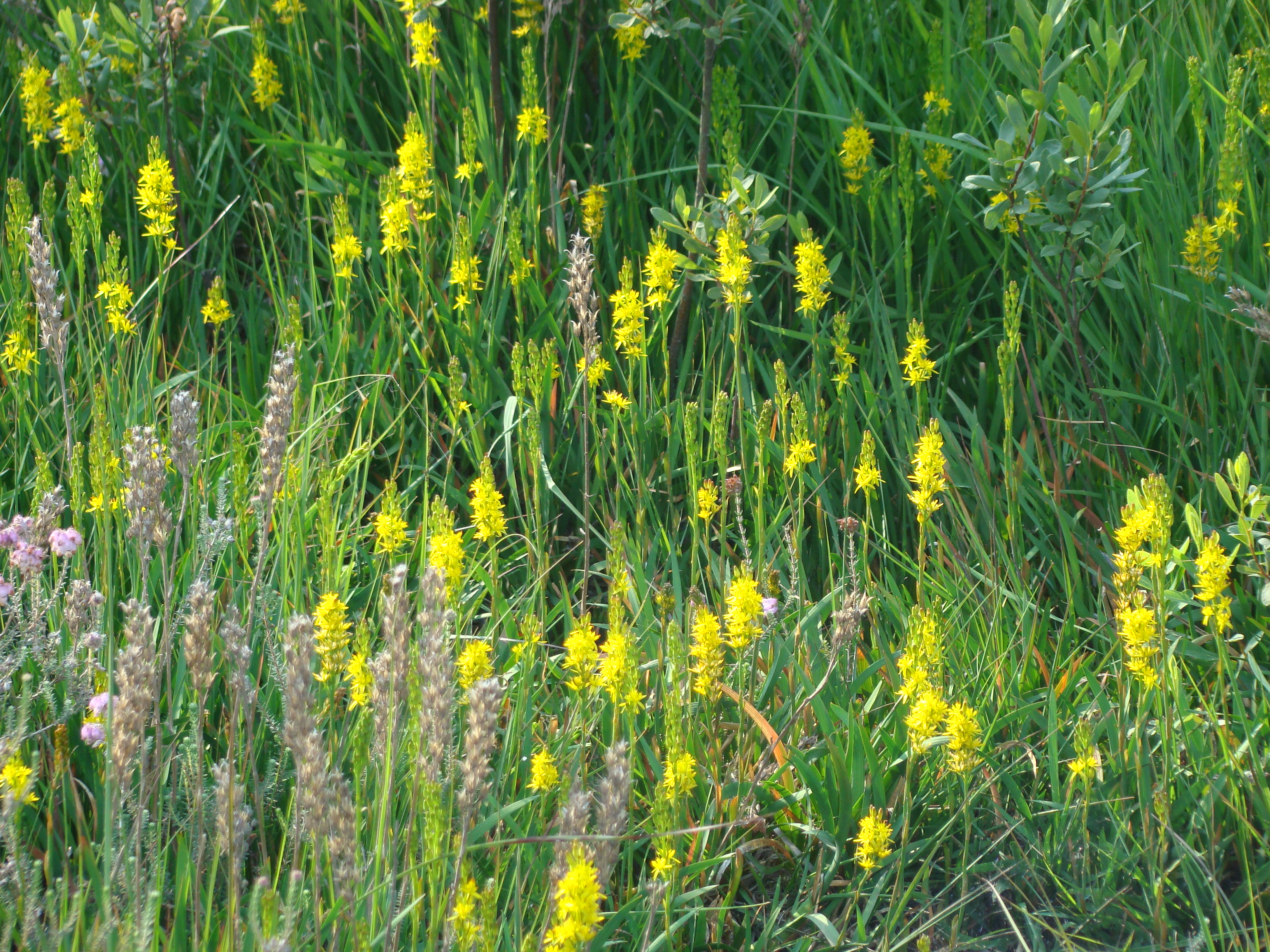
Grup natural de nartecis (Parc Natural de Südheide).
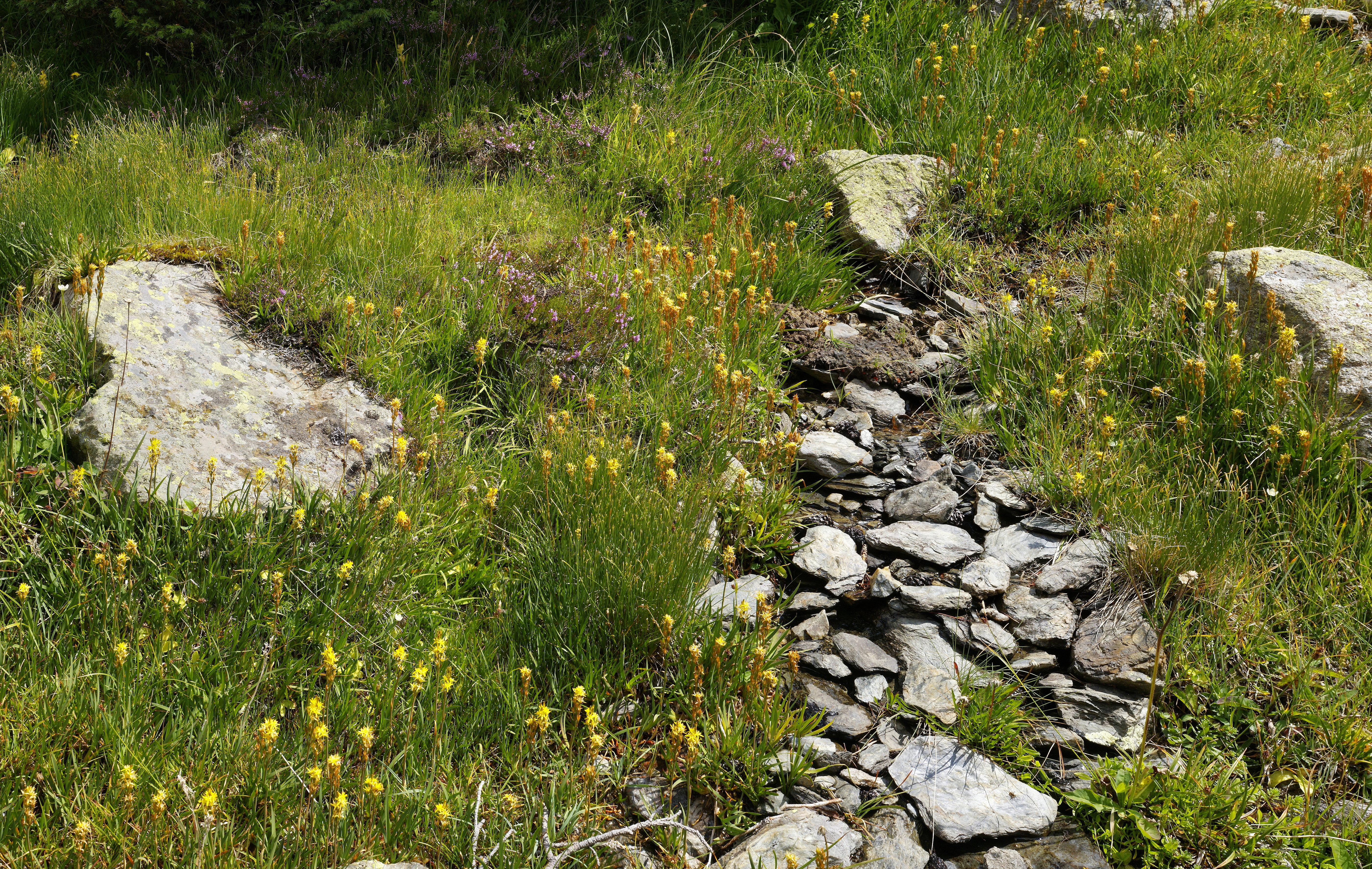
Grup de nartecis (El Serrat, Andorra).
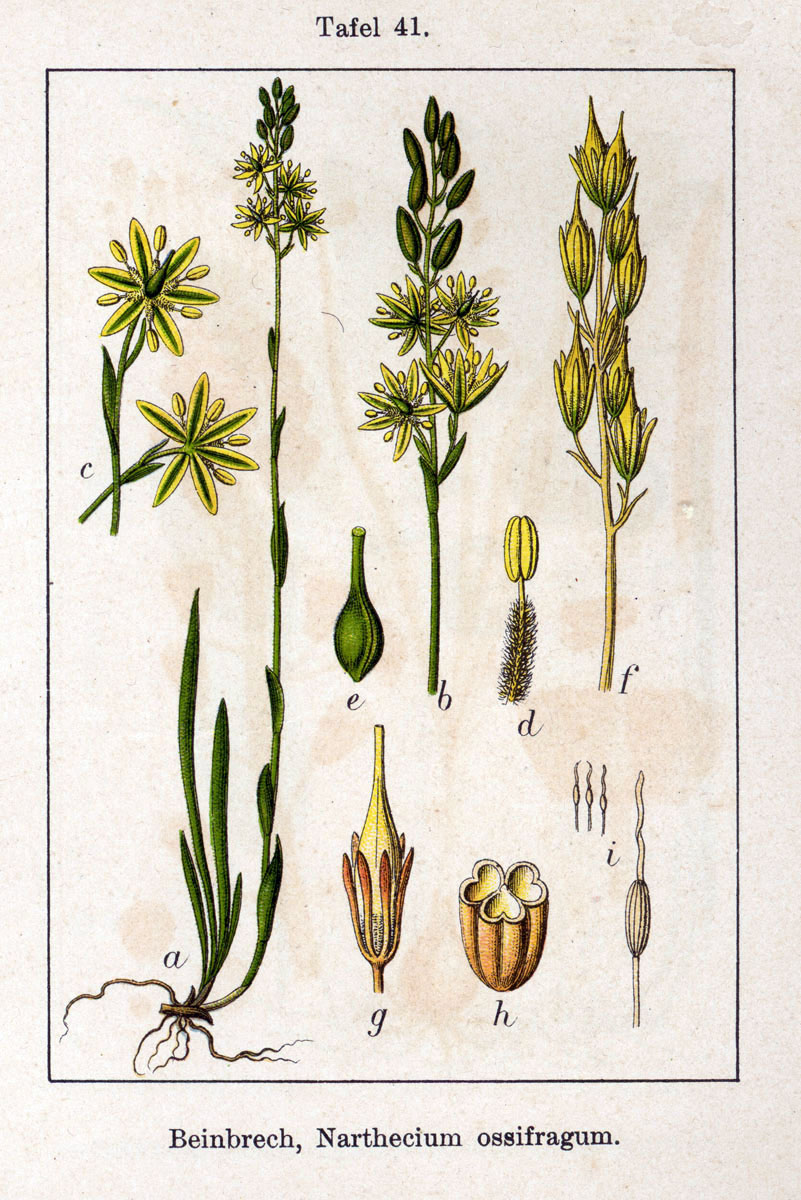
Il·lustració extreta del Deutschlands Flora in Abbildungen (1796).